# Akutna odpoved jeter
Akutna odpoved jeter je pojav prenehanja funkcije jeter zaradi obsežne bolezenske okvare jetrnega tkiva, kmalu po pojavu prvih znakov jetrne bolezni (npr. zlatenice). Zaradi obsežne poškodbe jetrnega tkiva se jetrna funkcija zmanjša za 80 do 90 %, kar povzroči jetrno encefalopatijo in motnje v sintezi beljakovin v jetrih (katere merilo je določanje serumskega albumina in protrombinskega časa).  Razvrstitev iz leta 1993 opredeljuje odpoved jeter kot hiperakutno, če se pojavi v enem tednu po nastopu prvih znakov jetrne bolezni, akutno, če se pojavi v 8 do 28 dneh, ter subakutno, če se pojavi v 4 do 12 tednih. Taka razvrstitev odraža dejstvo, da dinamika nastopa prenehanja jetrne funkcije pomembno vpliva na pričakovani izhod, dodaten pomemben dejavnik za prognozo pa je sam vzrok jetrne odpovedi.

## Opredelitev
Akutna odpoved jeter je opredeljena kot hiter pojav disfunkcije jetrnih celic, ki povzroči koagulopatijo in motnje mentalnega statusa (encefalopatijo) pri bolniku brez predhodno poznane jetrne bolezni. Diagnoza akutne odpovedi jeter temelji na opredelitvi spremembe mentalnega statusa bolnika, koagulopatije, hitrosti nastopa in odsotnosti predhodne jetrne bolezni s pomočjo fizikalnega pregleda bolnika, laboratorijskih izvidov in bolnikove anamneze.str. 1557
Jasna definicija »hitrega nastopa« jetrne disfunkcije je lahko vprašljiva; obstajajo različne dodatne razvrstitve stanja glede na čas, ki je potekel od nastopa prvih znakov jetrne bolezni do hude disfunkcije z encefalopatijo. Ena od razvrstitev opredeljuje akutno odpoved jeter kot nastop encefalopatije v obdobju 26 tednov od pojava prvih znakov jetrne bolezni. Nadalje razvršča akutno odpoved jeter v fulminantno odpoved jeter (nastop encefalopatije v roku 8 tednov) in subfulminantno odpoved jeter (nastop encefalopatije od 8 do 26 tednov po pojavu prvih znakov jetrne bolezni). Druga razvrstitev loči hiperakutno odpoved jeter (pojav v prvih 7 dneh) od akutne (pojav v 7 do 28 dneh) in subakutne (pojav v 28 dneh do 24 tednih).str. 1557

## Znaki in simptomi
Ob akutni odpovedi jeter se lahko pojavijo naslednji znaki in simptomi:
- encefalopatija
- možganska oteklina (lahko povzroči znake povečanega intrakranialnega tlaka: papiledem, povišan krvni tlak in bradikardijo)
- zlatenica (pojavi se pogosto, a ne vedno)
- trebušna vodenica (ascites)
- otrdelost zgornjega zgornjega kvadranta
- sprememba v velikosti jeter (zmanjšana ali povečana jetra)
- hematemeza (bljuvanje krvi) in smolasto blato (zaradi krvavitev v zgornjih prebavilih)
- hipotenzija (znižan krvni tlak) in tahikardija (upočasnjen srčni utrip) zaradi zmanjšanja sistemskega žilnega upora

## Vzroki
Akutno odpoved jeter lahko povzročijo zdravila in toksini (npr. paracetamol, salicilati, omeprazol, alkohol, opiati, ogljikov tetraklorid, strup zelene mušnice) ali okužbe (virusi, bakterije, zajedavci).

### Virusi
Po ocenah je v svetu v okoli polovici primerov vzrok akutne ledvične odpovedi okužba z virusom hepatitisa A ali E. V sredozemskih in nekaterih azijskih državah je pogost vzrok okužba z virusom hepatitisa B.Drugi virusni povzročitelji, ki lahko povzročijo akutno odpoved jeter, so še virus herpesa simpleksa, citomegalovirus, virus Epstein-Barr, parvovirusi,  ter virusi hemoragičnih mrzlic (na primer virusa denge in rumene mrzlice).

### Zdravila
Pogost vzrok akutne odpovedi jeter je preveliko odmerjanje s paracetamolom; v večini primerov gre za namerno zastrupitev, pri do 30 % primerov pa je nenamerno. Dejavniki, ki povečajo dovzetnost posameznika za hepatotoksične učinke paracetamola, so redno uživanje alkohola, jemanje antiepileptičnih zdravil (zaradi indukcije jetrnih encimov) in slaba prehranjenost. Akutna odpoved jeter nastopi le pri okoli 2 do 5 % posameznikov, ki vzamejo prevelik odmerek paracetamola. Pri nekaterih zdravilih lahko sicer v redkih primerih pride do idiosinkratične reakcije, ki lahko povzroči tudi akutno odpoved jeter, običajno že po prvem odmerku. Med taka zdravila sodijo na primer nesteroidna protivnetna zdravila, halotan, kombinacija zdravil izoniazid/rifampicin, sulfonamidi, flutamid, natrijev valproat in karbamazepin. Akutno jetrno odpoved zaradi idisinkratske reakcije lahko povzroči tudi mamilo ekstazi.

## Zdravljenje
Akutno odpoved jeter pogosto spremlja hitro slabšanje mentalnega statusa in bolniku grozi večorganska odpoved, zato je pomembno, da je bolnik oskrbovan na oddelku intenzivne nege. Če bolnik ni nameščen v centru, ki omogoča presaditev jeter, je zaradi možnosti hitrega napredovanja bolezni kritičnega pomena, da je kmalu v obravnavo vključen tudi ustrezen transplantacijski center. Ob pojavu motenj v mentalnem statusu je smotrno načrtovati premestitev bolnika v transplantacijski center. Zgodnja uvedba protistrupa ali ustrezne specifične terapije, glede na vzrok jetrne odpovedi, lahko prepreči kasnejšo potrebo po presaditvi jeter ter izboljša izide. Nadalje so opisani ustrezni medicinski ukrepi glede na specifične vzroke akutne odpovedi jeter.

### Nevrološki zapleti
Bolnike z encefalopatijo 2. ali 3. stopnje je treba premestiti v transplantacijski center ter jih uvrstiti na čakalno listo za presaditev jeter. S preiskavo z računalniško tomografijo se izločijo drugi morebitni vzroki spremenjenega oziroma poslabšanega mentalnega stanja. Stimulacija ali prekomerna hidracija lahko pri bolniku povzroči povišanje znotrajlobanjskega (intrakranialnega) tlaka, zato se jima je treba izogibati. Neobvladana razdraženost bolnika se lahko zdravi z dajanjem kratkodelujočih benzodiazepinov v nizkih odmerkih. Pomaga lahko uporaba laktukoze, ki zavira absorpcijo amonijaka iz debelega črevesa. Podatki kažejo, da uporaba laktuloze v prvih sedmih dneh po nastopu akutne odpovedi jeter lahko v manjši meri podaljša preživetje, vendar pa ne vpliva na stopnjo encefalopatije in celokupne izide zdravljenja. Pri bolnikih, pri katerih encefalopatija napreduje do 3. ali 4. stopnje, je na splošno potrebna intubacija dihalnih poti. Priporočljivo je, da je bolnikovo vzglavje privzdignjeno za 30 stopinj, redno pa je treba pri bolniku spremljati elektrolite, pline v krvi, glukozo in nevrološki status.

### Zapleti krvožilnega sistema
Akutno odpoved jeter spremljata povišan minutni volumen srca in zmanjšan sistemski žilni upor. V poštev lahko pride katetrizacija pljučne arterije. Znižan krvni tlak se zdravi z nadomeščanjem tekočin, če pa to ni zadostno, pa se priporoča tudi uporaba sistemskih vazopresorskih zdravil, kot so adrenalin, noradrenalin in dopamin, tako da se zagotavlja srednji arterijski tlak na vrednostih med 50 in 60 mmHg. Vazokonstriktornim učinkovinam, zlasti vazopresinu, se je treba izogibati.

### Pljučni zapleti
Pogosto se pi akutni odpovedi jeter pojavita pljučni edem in okužba pljuč. Lahko je potrebno umetno predihavanje, vendar pa lahko pozitivni končni ekspiratorni tlak poslabša možgansko oteklino.

### Koagulopatija in krvavitev v prebavila
Za akutno odpoved jeter so značilni motena sinteza dejavnikov strjevanja krvi v jetrih, motena fibrinoliza ter znotrajžilna koagulacija. Pogosto pride tudi do trombocitopenije. Zdravljenje z nadomeščanjem dejavnikov strjevanja krvi se priporoča le pri krvavitvah in pred invazivnimi posegi. Pri podaljšanem protrombinskem času se lahko daje vitamin K, ne glede na to, ali je njegov vnos s prehrano prenizek. Za preprečevanje krvavitev v prebavila se priporoča tudi uporaba zaviralcev histaminskih receptorjev 2, zaviralcev protonske črpalke ali sukralfata.

### Hranila, elektroliti in presnovno ravnovesje
Pri bolnikih z encefalopatijo 1. ali 2. stopnje je treba že zgodaj uvesti enteralno prehrano. Parenteralna prehrana se uporabi le, če je uporaba enteralne prehrane kontraindicirana, saj poveča tveganje za okužbe. Stroga omejitev vnosa beljakovin ne prinaša koristi. Nadomeščanje tekočin se priporoča z infuzijskimi koloidnimi raztopinami, ki vsebujejo tudi nadomestke plazemskih beljakovin (na primer albumin); infuzijske raztopine morajo zaradi vzdrževanja ustrezne ravni krvnega sladkorja vsebovati tudi glukozo. Akutno odpoved jeter pogosto spremljajo motnje v številnih elektrolitih. Bistvena je korekcija hipokaliemije, saj pospešuje proizvodnjo amonijaka v ledvicah, kar lahko poslabša encefalopatijo. Hipofosfatemija se pogosto pojavi pri bolnikih, pri katerih je prišlo do akutne odpovedi jeter zaradi zaužitja paracetamola in ki imajo neokrnjeno ledvično funkcijo. Pogosto pride tudi do hipoglikemije, saj se izčrpajo jetrne zaloge glikogena, glukoneogeneza pa je motena. Treba je spremljati plazemsko koncentracijo glukoze ter po potrebi dajati hipertonično raztopino glukoze.

### Okužbe
Pri bolnikih z akutno odpovedjo jeter pride pogosto do bakterijskih in glivnih okužb; ena od študij je pokazala, da pride do s kulturo dokazane okužbe pri kar 80 % bolnikov. Dovzetnost za okužbe povečajo motena celična in humoralna imunost, katetrizacija bolnikov, koma, uporaba širokospektralnih antibiotikov in uporaba zdravil, ki zavirajo imunski sistem. Simptomi, ki so sicer značilni za take okužbe (vročina, izmeček ...), pri bolnikih z akutno odpovedjo jeter pogosto izostanejo in sum na okužbo lahko vzbudi le poslabšanje encefalopatije ali ledvične funkcije. Ob sumu na okužbo je treba pregledati biološke vzorce (kri, seč, izmeček) na prisotnost povzročiteljev, opraviti radiografija|radiografijo oziroma paracentezo. Prevladujejo okužbe z bakterijami, ki vdrejo skozi kožo (streptokoki, stafilokoki). Antibiotična zaščita ne prinaša veliko koristi, zato je toliko bolj pomembna hitra prepoznava morebitne okužbe. Pogosto prihaja tudi do glivnih okužb, zlasti ob uporabi širokospektralnih antibiotikov; razsejana glivna okužba pomeni negativni prognostični dejavnik.

### Presaditev jeter
Uspešno presajanje jeter je močno povečalo preživetje bolnikov z akutno odpovedjo jeter. V času pred presaditvami jeter je bilo povprečno preživetje 15-odstotno, danes pa je 56–90-odstotno. Presaditev jeter je indicirana pri številnih bolnikih z akzno odpovedjo jeter, vendar sorazmerno majhnemu deležu bolnikov dejansko jetra presadijo. Eden od najpomembnejših napovednih dejavnikov za uspešen izid je pravočasna razpoložljivost darovanega organa. Študija v Združenih državah Amerike navaja, da okoli četrtina bolnikov z akutno odpovedo jeter, ki je uvrščena na čakalno listo za presaditev jeter, umre, preden prejme ustrezen organ.

### Acetilcistein
Intravensko apliciran N-acetilcistein je izkazal učinkovitost tako pri zastrupitvi s paracetamolom kot pri akutnih jetrnih odpovedih zaradi drugih vzrokov.